# Аббасанта
Аббаса́нта (итал. Abbasanta) — коммуна в Италии, расположена в регионе Сардиния, подчинена административному центру Ористано (провинция).
Население составляет 2888 человек (на 2006 г.), плотность населения составляет 70,64 чел./км². Занимает площадь 40 км². Почтовый индекс — 9071. Телефонный код — 0785.
Покровительницей города почитается святая великомученица Екатерина Александрийская. Праздник города ежегодно празднуется 25 ноября.